# Gerhard Schröder (Intendant)
Gerhard Karl Theodor Hans Schröder (* 3. März 1921 in Bad Wildungen; † 22. Januar 2012 in Hamburg) war ein deutscher Rundfunkintendant.

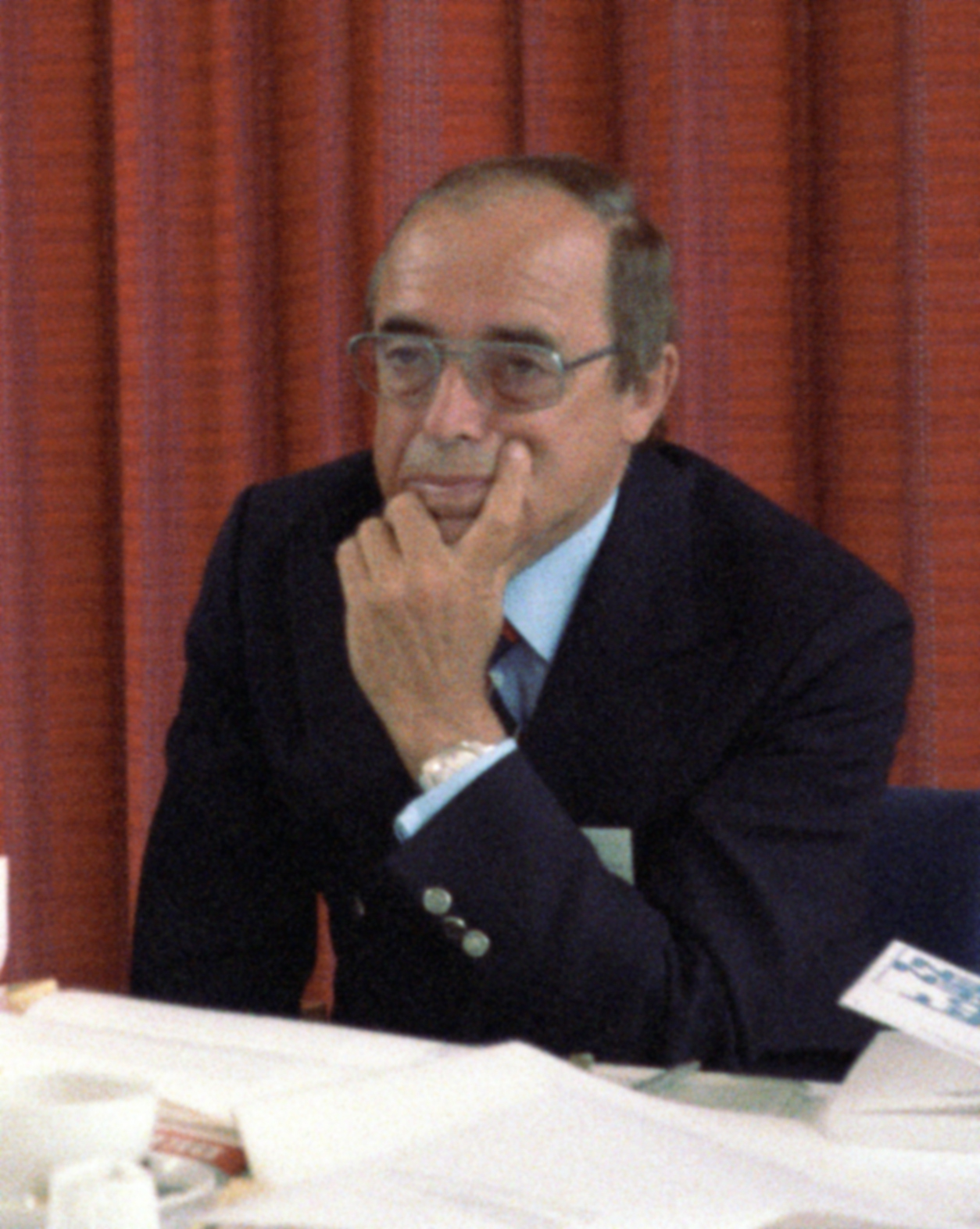
Gerhard Schröder

## Leben
Der Sohn eines Hoteldirektors begann nach dem Abitur zunächst eine Schlosserlehre mit dem Ziel, Flugzeugbauer zu werden, und ging anschließend als Wehrpflichtiger zur Luftwaffe. Am 16. Januar 1939 beantragte er die Aufnahme in die NSDAP und wurde zum 1. September desselben Jahres aufgenommen (Mitgliedsnummer 7.133.122). Nach dem Ende des Zweiten Weltkrieges studierte er in Marburg Rechtswissenschaften und Volkswirtschaftslehre. 1946 trat er in die SPD ein und engagierte sich während seines Studiums im Sozialistischen Deutschen Studentenbund (SDS), dessen stellvertretender Bundesvorsitzender er 1949/50 war.
Nach dem juristischen Staatsexamen arbeitete Schröder im Niedersächsischen Kultusministerium, wurde Leiter des Referats für Hörfunk, Film und Presse und übernahm später die Leitung der Abteilung Kunst und Kultur. In dieser Eigenschaft war er an der Aushandlung des Staatsvertrages zur Gründung des Norddeutschen Rundfunks (NDR) beteiligt und wurde 1955 in den NDR-Verwaltungsrat entsandt, dessen Vorsitz er später übernahm.
Zwischen 1961 und 1973 war er Intendant des NDR und 1970/1971 zugleich ARD-Vorsitzender. Während seiner Amtszeit in Hamburg kam es wiederholt zu Auseinandersetzungen um kritische Fernsehsendungen wie z. B. Panorama. 1973 verweigerten ihm daher die CDU-Vertreter im Verwaltungsrat des NDR die weitere Verlängerung seines Intendantenvertrages.
Schröder wechselte daraufhin ein Jahr später als Nachfolger von Klaus Bölling auf den Intendantenposten bei Radio Bremen, wo er bis 1985 im Amt war. In seine Zeit bei der Bremer Landesrundfunkanstalt fiel unter anderem der Start der Talkshow 3 nach 9, der Quizsendung Am laufenden Band (beide 1974) sowie die Einführung des Fernseh-Regionalmagazins buten un binnen (1980).
Schröder war zweimal verheiratet; aus der ersten Ehe gingen zwei Kinder hervor.